# Incubation: Time Is Running Out
Incubation: Time is Running Out (lett. "incubazione: il tempo sta finendo"), commercializzato anche come Incubation: Battle Isle Phase Four, è un videogioco strategico a turni pubblicato dall'azienda tedesca Blue Byte Software nel 1997. Fa parte della serie Battle Isle, sebbene sia poco correlato agli altri episodi; è stato ripubblicato, assieme al resto della serie, nella raccolta Battle Isle Platinum. Consiste in battaglie tra una squadra di soldati e alieni di vario tipo, con grafica tridimensionale animata (con supporto per 3dfx).
La rivista PC Gamer lo ha nominato "miglior videogioco strategico a turni del 1997", altre recensioni sono generalmente positive, ma Gamespot lo indica come innovativo solo dal punto di vista estetico.

## Trama
Il gioco è ambientato a Scay'Hallwa, una città industriale fondata dall'uomo sul pianeta Scay'Ra, circondata dalla giungla. Gli Scay'Ger, abitanti nativi del pianeta, sono improvvisamente mutati in creature ostili a causa di un virus e hanno assalito la città. Un gruppetto di marine, guidati dal caporale Bratt, deve aprirsi la strada combattendo attraverso la città infestata dai mostri per evacuare gli ultimi superstiti. Al gruppo si unirà, unica donna, il capitano Rutherford.
Gli Scay'Ger consistono in diverse specie, alcune animalesche e altre più evolute e dotate di armi, mentre i marine sono dotati di equipaggiamenti futuristici, che vanno dalle armi da fuoco ad altre più fantasiose come i raggi laser.

## Modalità di gioco
Sono disponibili una campagna di 30 livelli e diversi livelli a sé stanti, per giocatore singolo o per multigiocatore. Nel multigiocatore possono scontrarsi fino a 4 giocatori tramite computer unico, rete DirectPlay, o play by mail. Era supportato anche MPlayer.com.
Ogni livello si svolge su un'area rettangolare, divisa in una griglia invisibile di caselle, che può contenere ostacoli, muri, porte e interruttori azionabili, ascensori, trabocchetti. La visuale dell'area è orientabile liberamente, in prospettiva, dall'alto o in prima persona. Lo scopo può essere l'eliminazione dei nemici o il raggiungimento di altri obiettivi, a volte entro un limite massimo di turni.
Il giocatore controlla un piccolo gruppo di soldati a piedi, e al proprio turno può muoverli tutti, in qualsiasi ordine. Ciascuno ha un certo numero di action point ("punti azione") per turno, che possono essere impiegati per camminare (1 casella = 1 punto), usare l'arma o azionare oggetti, mentre ruotare l'unità su sé stessa è gratuito. Spendendo due punti azione si può entrare in modalità difesa, con la quale l'unità spara in automatico durante il turno degli avversari a ogni nemico che agisce nel suo campo visivo. Ogni unità ha una sola arma, ma molte armi hanno due modalità di funzionamento; in genere le munizioni sono limitate e le armi si possono surriscaldare, per cui è necessario sparare con cautela.
Nella modalità campagna, i risultati di un livello permangono nei livelli successivi. I soldati morti non sono più disponibili, mentre quelli sopravvissuti accumulano equipaggiamento e punti esperienza, come avviene in un videogioco di ruolo. L'esperienza aumenta i punti ferita e i punti abilità, che consentono di utilizzare nuove armi e attrezzature. L'equipaggiamento ha anche un costo in punti equipaggiamento, e può essere acquistato solo in certe occasioni tra un livello e l'altro. 
Nelle altre modalità invece ogni giocatore costruisce da zero la propria squadra prima della battaglia, con un numero prestabilito di punti abilità e punti equipaggiamento.

## Espansioni

### Hidden Worlds
Un'edizione speciale chiamata Incubation: Hidden Worlds include un CD bonus con colonne sonore e alcune missioni aggiuntive. Tutte queste missioni sono incluse anche nella successiva Wilderness Missions.

### The Wilderness Missions
Un'espansione intitolata Incubation: The Wilderness Missions (lett. "missioni nella terra selvaggia") è stata pubblicata nel 1998.
Include una nuova campagna dove Bratt e Rutherford, ora promossi a sergente e maggiore, tornano sul pianeta con nuovi soldati per recuperare dei materiali, ma Bratt con alcuni uomini resta intrappolato e deve nuovamente fuggire da Scay'Hallwa. Con l'aiuto di Rutherford ci riescono, ma ricevono anche l'ordine di spingersi nella giungla circostante per esaminare delle rovine aliene che sono state scoperte.
L'espansione aggiunge anche nuove missioni singole, alcune delle quali in modalità multigiocatore cooperativa (con i giocatori alleati contro gli Scay'Ger), nuove ambientazioni tra cui la giungla, nuove armi e mostri, e un editor di livelli.